# HD 36814
HD 36814 è una stella di classe spettrale K0 e di magnitudine 6,45 situata nella costellazione di Orione. Dista 637 anni luce dal sistema solare.

## Osservazione

Immagine della regione a meridione della Nebulosa di Orione. Della coppia di stelle di colore rosso visibili tra le brillanti (sulla destra) e 49 Orionis (sulla sinistra), HD 36814 è quella più settentrionale.

Si tratta di una stella situata nell'emisfero celeste australe, ma molto in prossimità dell'equatore celeste; ciò comporta che possa essere osservata da tutte le regioni abitate della Terra senza alcuna difficoltà e che sia invisibile soltanto molto oltre il circolo polare artico. Nell'emisfero sud invece appare circumpolare solo nelle aree più interne del continente antartico. Essendo di magnitudine pari a 6,4, non è osservabile ad occhio nudo; per poterla scorgere è sufficiente comunque anche un binocolo di piccole dimensioni, a patto di avere a disposizione un cielo buio.
Il periodo migliore per la sua osservazione nel cielo serale ricade nei mesi compresi fra fine ottobre e aprile; da entrambi gli emisferi il periodo di visibilità rimane indicativamente lo stesso, grazie alla posizione della stella non lontana dall'equatore celeste.